# Barbicornis perfectissima
Barbicornis perfectissima är en fjärilsart som beskrevs av Hans Ferdinand Emil Julius Stichel 1928. Barbicornis perfectissima ingår i släktet Barbicornis och familjen Riodinidae. Inga underarter finns listade i Catalogue of Life.